# Tomáš Zápotočný
Tomáš Zápotočný (* 13. September 1980 in Příbram) ist ein tschechischer Fußballspieler.

## Karriere
Tomáš Zápotočný begann mit dem Fußballspielen in seiner Geburtsstadt Příbram. In der Saison 2000/01 wurde der Abwehrspieler kurzzeitig an ZD Milín ausgeliehen, spielte aber nach seiner Rückkehr regelmäßig in der ersten Mannschaft. Im Frühjahr 2002 spielte er auf Leihbasis für Petra Drnovice. 
Im Juni 2002 wechselte Zápotočný zum FC Slovan Liberec, wo er sich nach und nach in die Anfangself spielte und zu den Leistungsträgern zählte Dabei wurde er jedoch häufig auf verschiedenen Positionen eingesetzt. In der Saison 2005/06, in der Slovan Liberec den Meistertitel gewann, zählte Zápotočný zu den besten Innenverteidigern der Gambrinus-Liga. Darüber hinaus war er auch Mannschaftskapitän.
Beim 1:3 gegen Serbien am 16. August 2006 debütierte Zápotočný in der Tschechischen Nationalmannschaft.
Zápotočný wechselte zur Saison 2008/09 zum türkischen Spitzenklub Beşiktaş Istanbul. Dort wurde er türkischer Meister und Pokalsieger. Zur Saison 2009/10 wurde er an Bursaspor ausgeliehen und dort wurde ebenfalls türkischer Meister. Im Sommer 2010 kehrte der Tscheche zu Beşiktaş zurück. Anfang 2011 wechselte Zápotočný zu Sparta Prag.

## Erfolge
- Türkischer Meister: 2009 mit Beşiktaş Istanbul
- Türkischer Meister: 2010 mit Bursaspor
- Türkischer Pokalsieger: 2009 mit Beşiktaş Istanbul